# Зелёная Роща (Челябинская область)
Зелёная Ро́ща — посёлок в Миасском городском округе Челябинской области.

## География
Расстояние до Миасса 36 км.

## Население
| 2002 | 2010 |
| ---- | ---- |
| 34   | ↘0   |

По данным Всероссийской переписи, в 2010 году в посёлке не было постоянного населения.

## Улицы
В настоящее время в посёлке нет ни одной улицы.